# Song Ngọc
Song Ngọc (27 tháng 12 năm 1943 – 14 tháng 10 năm 2018) tên thật Nguyễn Ngọc Thương, là một nhạc sĩ người Mỹ gốc Việt. Ông được biết đến từ cuối thập niên 1960 tại Miền Nam Việt Nam với những ca khúc viết về tình yêu.

## Tiểu sử
Song Ngọc sinh năm 1943 ở Long Xuyên, An Giang, là anh trai của ca sĩ Kiều Oanh.
Ông viết nhạc từ năm 1957 với bài đầu tay Mưa chiều lúc học trung học ở Sài Gòn. Bút hiệu Song Ngọc là từ ghép chữ lót tên ông và chữ lót của tên một người bạn gái mà ông để ý, do anh của ông (nhạc sĩ Nguyễn Hiền) đặt cho. Ngoài Song Ngọc, ông còn dùng các bút hiệu như Hàn Sinh, Nguyên Hà, Hoàng Ngọc Anh, Anh Tuyến và Phương Sinh.

Bìa bản nhạc Xin gọi nhau là cố nhân

Song Ngọc là người đầu tiên phổ thơ Nguyên Sa với bài Tiễn đưa nổi tiếng năm 1961. Ông cũng là tác giả của nhiều ca khúc nổi tiếng trước năm 1975: Tiễn đưa, Chiều thương đô thị, Gặp lại cố nhân, Xin gọi nhau là cố nhân, Nó và tôi, Tuổi mùa xuân..., và sau 1975 như: Đàn bà, Hà Nội ngày tháng cũ, Hương đồng gió nội...
Trước năm 1975, ông từng thực hiện 5 cuốn băng nhạc mang tên ông.
1. Song Ngọc 1: Chuyện tình & kỷ niệm
2. Song Ngọc 2: Những ngày xưa yêu dấu
3. Song Ngọc 3: Hoa bướm ngày xưa
4. Song Ngọc 4: Tình yêu & xa cách
5. Song Ngọc Xuân 1974: Mùa xuân hạnh phúc

Giữa năm 1962, ông nhập ngũ khóa 14 trường Bộ Binh Thủ Đức, ra trường phục vụ tại tiểu đoàn Tâm Lý Chiến Dân Sự Vụ (sau đổi thành Chiến tranh Chính trị). Ra trường chủ trương chương trình tạp diễn Song Ngọc ở Đài Truyền hình Việt Nam, chương trình Lính & Tình Thương ở Đài Phát Thanh Quân đội. Đồng thời là Trưởng khối Chiến tranh Chính trị ở Tổng Y Viện Cộng Hòa.
Ông rời Việt Nam từ trước 30 tháng 4 năm 1975, sang Hoa Kỳ trở thành một thương nhân thành đạt, bên cạnh đó vẫn tiếp tục sáng tác.
Ông qua đời vào ngày 14 tháng 10 năm 2018 tại Houston, Texas vì tai biến mạch máu não sau khi nhập viện để điều trị những biến chứng liên quan đến tim và phổi.

## Nhận xét
| “                   | "Song Ngọc đã thành công nhất với hai ca khúc nói về con người. Đó là bài hát về "Đàn ông", "Đàn bà". Đề tài muôn thuở này thì bất cứ một thi nhân hay một ca nhân nào ở trên cõi đời cùng đều muốn và đã nói tới nhưng chỉ có Song ngọc mới nói được đến tận cùng của hai cõi âm dương dù muôn đời đối lập nhau mà phải tìm đến nhau…" | ” |
| — Nhạc sĩ Phạm Duy. | |   |

## Vinh danh
Năm 2004, trung tâm Thúy Nga có thực hiện chương trình Paris By Night 74 - Hoa Bướm Ngày Xưa vinh danh ông, cùng với hai nhạc sĩ Huỳnh Anh và Nguyễn Hiền. Ngoài ra cũng có các trung tâm thực hiện album chủ đề tình khúc Song Ngọc:
- Song Ngọc Hải Ngoại 1: Những Chuyện Tình Hôm Nay (1986)
- 10 Tình khúc Song Ngọc - Tuấn Vũ (Thúy Anh, 1994)[4]
- Tình khúc Song Ngọc: Đàn Bà Đàn Ông - Nhật Trường & Hương Lan (Làng Văn, 1994)
- Tình khúc Song Ngọc: Tình Muộn (Tú Quỳnh, 1994)
- Song Ngọc Hải Ngoại: Giờ Tý Canh Ba - V.A. (Yêu Productions)
- Song Ngọc Hải Ngoại: Tình Ca 20 Năm - V.A. (Diễm xưa, 1995)
- Tuyệt Phẩm Song Ngọc: Hiến Chương Tình Yêu - Tuấn Anh (1998)
- Tình khúc Song Ngọc: Hà Nội Ngày Tháng Cũ (Thúy Nga, 2004)
- Tình khúc Song Ngọc: Hà Nội Ngày Tháng Cũ - Vũ Khanh (Diễm xưa, 2004)
- Thiệp Hồng Anh Viết Tên Em - Châu Ngọc Hà, Ngọc Ngữ (Thúy Nga, 2022)

## Sáng tác

### Viết riêng
- 20 năm bến lạ
- An Giang quê tôi
- Áo trắng cài hoa
- Bài tango màu xanh
- Bao giờ anh đưa em đi chùa Hương (thơ Trần Vấn Lệ)
- Bội bạc[5]
- Bọt biển[6]
- Bến lạ
- Bến quạnh hiu
- Biết nói gì đây[7]
- Bóng mát vườn địa đàng
- Bóng người xưa
- Bừng sáng
- Cali & Houston
- Cánh hoa chiều
- Câu chuyện vườn thanh
- Chào bạn mới
- Chẳng làm sao
- Cho cuộc tình yêu đầu
- Chuyện buồn của em
- Chuyện đời
- Chuyện đời ca sĩ
- Chuyện nàng hàng xóm (Hàn Sinh)
- Chuyện ngày cuối năm (Hàn Sinh)
- Chuyện người đàn bà ngàn năm trước
- Chuyện thần tiên xưa
- Chuyện tình bé nhỏ
- Chuyện tình buồn trăm năm
- Chuyện tình hồn bướm mơ tiên
- Chuyện tình nghèo (Phương Sinh)
- Chuyện tình TTKH (Hoàng Ngọc Anh)
- Chuyến tàu hồi hương
- Có buồn không em (thơ Kim Tuấn)
- Có phải em về đêm nay
- Cố nhân ơi giã biệt
- Còn nhớ Sài Gòn không
- Cuối đường phiêu bạt (Hàn Sinh)
- Cười (Hàn Sinh)
- Đàn bà 1, 2
- Đêm Las Vegas
- Đàn ông
- Để nhớ một người
- Điệu buồn trong mưa
- Định mệnh (Hoàng Ngọc Anh)
- Đừng đến rồi đi
- Đừng nói yêu anh
- Đừng ngăn cách giàu nghèo (Hàn Sinh)
- Đoạn tình buồn (Hàn Sinh)
- Đoản ca hồng
- Đời vắng em rồi
- Đồi sim thương nhớ
- Gặp nhau nữa mà chi (Hàn Sinh)
- Gặp lại cố nhân (Hàn Sinh)
- Giấc mơ xưa
- Giã từ kỷ niệm
- Giờ Tý canh ba
- Gửi người yêu xưa (Hàn Sinh)
- Hà Nội ngày tháng cũ
- Hai tâm hồn
- Hận tình Lương Sơn Bá Chúc Anh Đài (Hoàng Ngọc Anh)
- Hiến chương tình yêu (thơ Du Tử Lê)
- Hoa đào thương nhớ (Hàn Sinh)
- Hoa nào anh yêu
- Hôn nhau lần cuối
- Họp mặt lần cuối (Hàn Sinh)
- Hương đồng gió nội (thơ Nguyễn Bính)
- Khóc một cuộc tình
- Khúc hát vui tươi
- Khúc tango sầu
- Kiếp độc thân
- Kiếp lưu vong
- Kỷ niệm một mùa hè (Hàn Sinh)
- Kỷ niệm ngày nhập ngũ
- Loài hoa tình sử
- Lời ly biệt
- Lính thành phố
- Lời cuối cho Sài Gòn
- Mai Lệ Xuân
- Mai tôi đi (thơ Nguyên Sa)[8]
- Màu tím hoa sim (thơ Hữu Loan)[9]
- Mấy vần thơ
- Mình chẳng nợ nhau
- Mỗi độ trăng tàn
- Mộng nhỏ ngày xưa
- Một ngày tan chiến tranh
- Mưa chiều
- Mùa hoa tạm biệt
- Mưa trên giàn bông giấy
- Mưa ướt mi buồn
- Muôn đời chỉ yêu người thôi
- Năm ngón tay
- Nàng tôn nữ về đâu
- Nếu biết tôi lấy chồng (thơ TTKh)
- Nếu có anh về
- Ngày mai sẽ đến (Nguyên Hà)
- Ngày tháng lang thang (thơ Thiên Hà)
- Nghĩ chuyện ngày xuân (Hàn Sinh)
- Nghĩa của tình yêu (thơ Trần Vấn Lệ)
- Ngoại tôi
- Người em viễn xứ
- Người hùng (Nguyên Hà)
- Người nữ đồng đội (Nguyên Hà)
- Người ra vùng hỏa tuyến (Nguyên Hà)
- Người xưa ơi nhớ quá
- Người về chiều nay
- Nhà tôi (thơ Yên Thao)[10]
- Nhớ anh
- Nhớ em Hà Nội
- Những con đường tôi đã đi qua
- Những ngày vui đã mất
- Niên học sau cùng (Hàn Sinh)
- Nửa kiếp cô đơn
- Paris mai tôi đi
- Phải chi
- Phải không em
- Ru từng nỗi nhớ
- Rung khúc tình sầu
- Quê tôi mùa hoa
- Sài Gòn bây giờ buồn không em?
- Sau một cuộc tình
- Say đời phiêu lãng
- Sẽ không bao giờ
- Sinh nhật em
- Tại trời mưa
- Tấm lụa đào
- Tận thế
- Tha La hoang mộ
- Than thở (thơ Xuân Diệu)
- Thất tình ca (Hàn Sinh)
- Thiệt thòi
- Thu xưa Đà Lạt
- Thư cho vợ hiền
- Thư đô thị
- Thư xuân cho em
- Thứ sáu buồn
- Thương nhớ đồi sim
- Thương quá mẹ ơi
- Tiền
- Tiễn đưa (thơ Nguyên Sa)
- Tiếng hát sao đêm
- Tiếng võng đưa
- Tình bạn, tình yêu
- Tình buồn xứ lạ
- Tình ca hai mươi năm
- Tình cao thượng (Hàn Sinh)
- Tình gian dối
- Tình em mãi mãi (thơ Phong Vũ)
- Tình em tình anh
- Tình muộn
- Tình người chinh phụ
- Tình tôi nỗi buồn (Hàn Sinh)
- Tình yêu đơn phương (Hàn Sinh)
- Tình yêu màu tím (Hàn Sinh)
- Tình yêu như bóng mây
- Tình yêu tân thế kỷ
- Tuổi mùa xuân
- Vòng tay đam mê
- Vĩnh biệt đồi sim
- Vĩnh biệt Tha La
- Xin cám ơn một buổi chiều
- Xin đừng nhắc chuyện ngày xưa
- Xin em một nụ cười
- Xin gọi nhau là cố nhân (Hàn Sinh)
- Xin trả lại cho anh (Hoàng Ngọc Anh)
- Xóm đạo
- Yêu cái đèn cù
- Yêu người chung vách[11]
- Yêu dại khờ

### Viết chung
- Ai dừng chân đây (Hoàng Bá - Song Ngọc)
- Chiều đông (Trúc Sơn - Song Ngọc)
- Cho em tình yêu và ngăn cách (Song Ngọc - Hồ Đình Phương)
- Chúng mình ba đứa (Song Ngọc - Hoài Linh)
- Chiều thương đô thị (Song Ngọc - Hoài Linh)
- Chuyện buồn năm cũ (Song Ngọc - Hoài Linh)
- Chuyện từ biển khơi (Song Ngọc - Hoài Linh)
- Chuyến xe ba người (Song Ngọc - Hồ Đình Phương)
- Có buồn không em (Kim Tuấn - Song Ngọc)
- Đêm không còn buồn (Song Ngọc - Hoài Linh)
- Đôi mươi (Song Ngọc - Thanh Sơn)
- Giờ xa lắm rồi (Song Ngọc - Hoài Linh)
- Gửi người chưa quen (Song Ngọc - Hoài Linh)
- Hồi chuông kỉ niệm (Song Ngọc - Phượng Linh)
- Một chuyến bay đêm (Song Ngọc - Hoài Linh)
- Năm 17 tuổi (Song Ngọc - Hoài Linh)[12]
- Ngày này năm trước (Song Ngọc - Phượng Linh)
- Người yêu ơi (Song Ngọc - Phạm Duy)
- Những lần anh trở về (Song Ngọc - Nhật Ngân)
- Nó và tôi (Song Ngọc - Vọng Châu)
- Phiên khúc một chiều mưa (Song Ngọc - Hoài Linh)
- Phượng buồn (Song Ngọc - Thanh Sơn)[13]
- Thư của lính (Song Ngọc - Hoài Linh)
- Tâm sự chiều mưa (Song Ngọc - Hoài Linh)
- Tâm sự chúng mình (Hồng Vân - Nguyên Hà)
- Thiệp hồng anh viết tên em (Song Ngọc - Hoài Linh)
- Thương nhớ một người (Song Ngọc - Hồ Đình Phương)
- Từ ngày thôi học (Nguyên Hà - Thái Ly)
- Tình đâu dễ quên (Song Ngọc - Vũ Tuấn Đức)
- Loài hoa không tên (Song Ngọc - Xuân Điềm)